# بسك (تربت حيدريه)
رود بسک (بالفارسية:روستای بسک)، هي إحدى القری التابعة لريف بایك في قسم بایك من مقاطعة تربت حيدريه، في محافظة خراسان رضوي الإيرانية.

## السكان
- حسب إحصاءات سنة 2006، بلغ إجمالي السكان في هذه القرية 430 نسمة موزعين على 121 مسكن.[1]

## وصلات خارجية
- إدارة مقاطعة تربت حيدريه.
- بلدية تربت حيدريه.
- إدارة تعليم تربت حيدريه.